# Panayótis Marentákis
Panayótis Marentákis (en grec moderne : Παναγιώτης Μαρεντάκης), né le 9 mars 1978 à La Canée, est un coureur cycliste grec.

## Palmarès sur route
- 1995
  -  Champion de Grèce du contre-la-montre par équipes juniors
- 1997
  - 2e du championnat de Grèce sur route
  - 2e de la Sacrifice Race
  - 3e du championnat de Grèce du contre-la-montre par équipes
- 1998
  - Grand Prix du Mont Parnitha
  - Sacrifice Race
- 1999
  -  Champion de Grèce sur route
  - Sacrifice Race
- 2000
  - 2e du championnat de Grèce sur route
- 2003
  -  Champion de Grèce sur route
  - Grand Prix du Mont Parnitha